# Pfarrkirche Ybbsitz

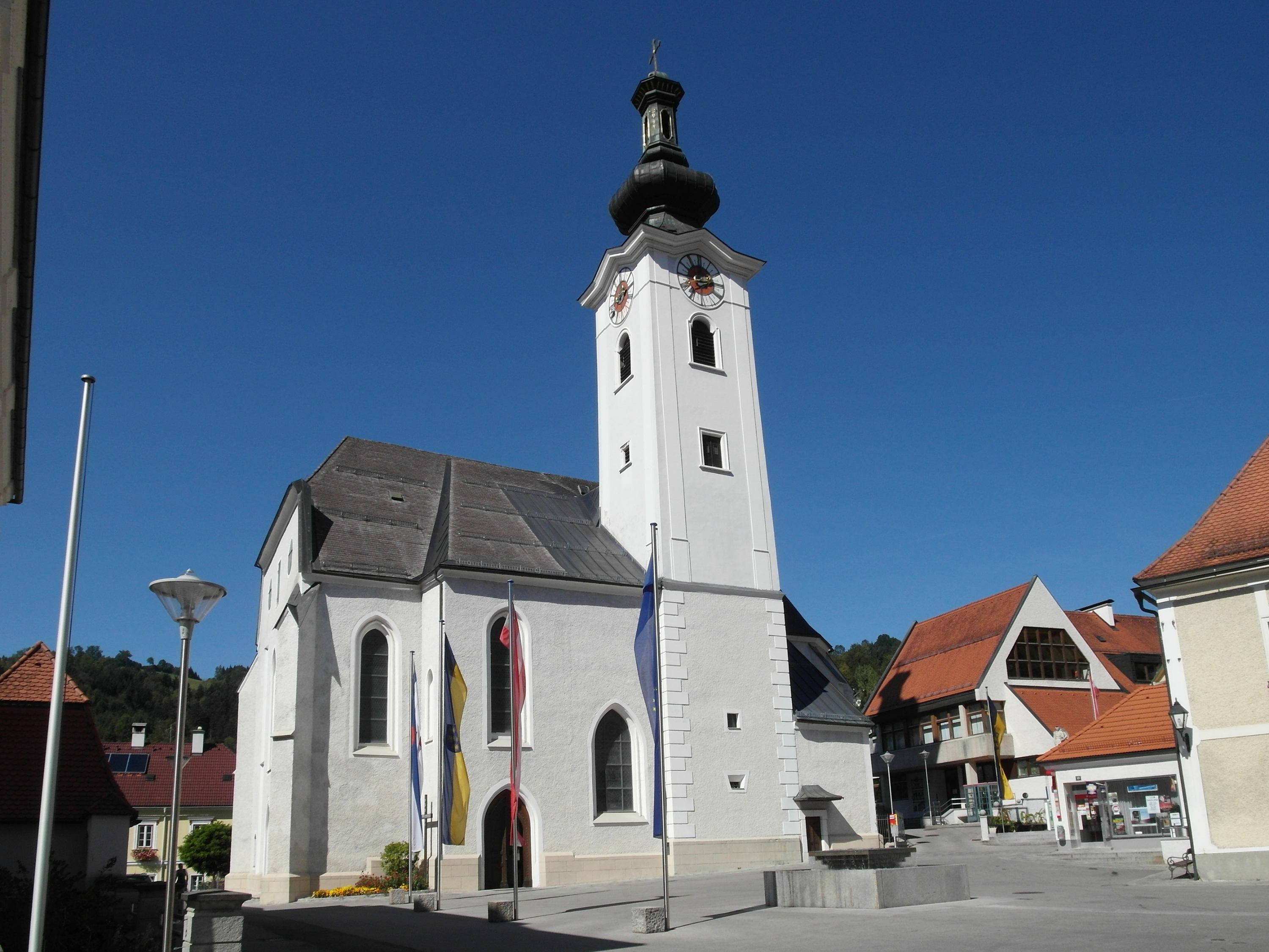
Katholische Pfarrkirche hl. Johannes der Täufer in Ybbsitz

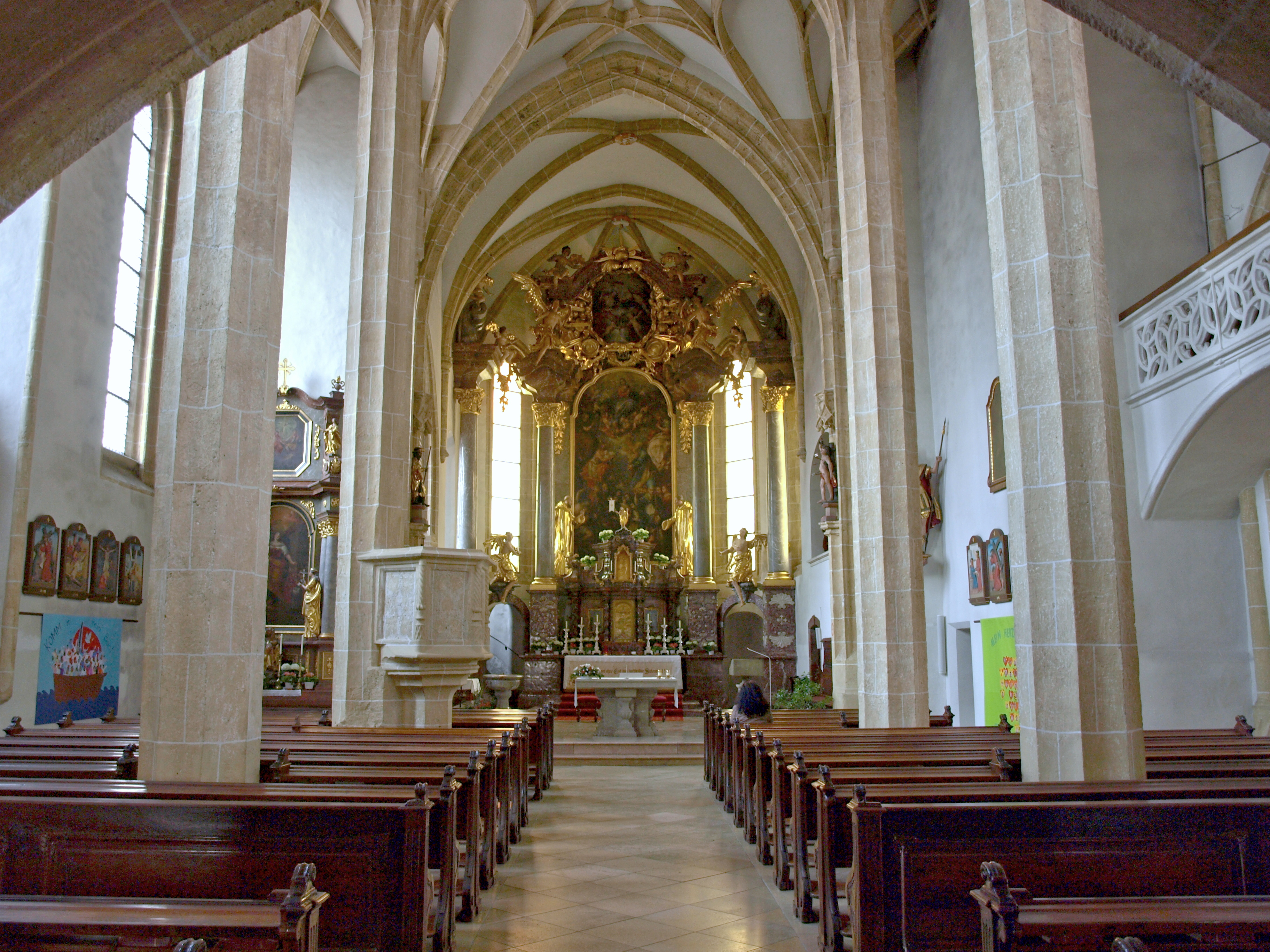
Im Langhaus zum Chor

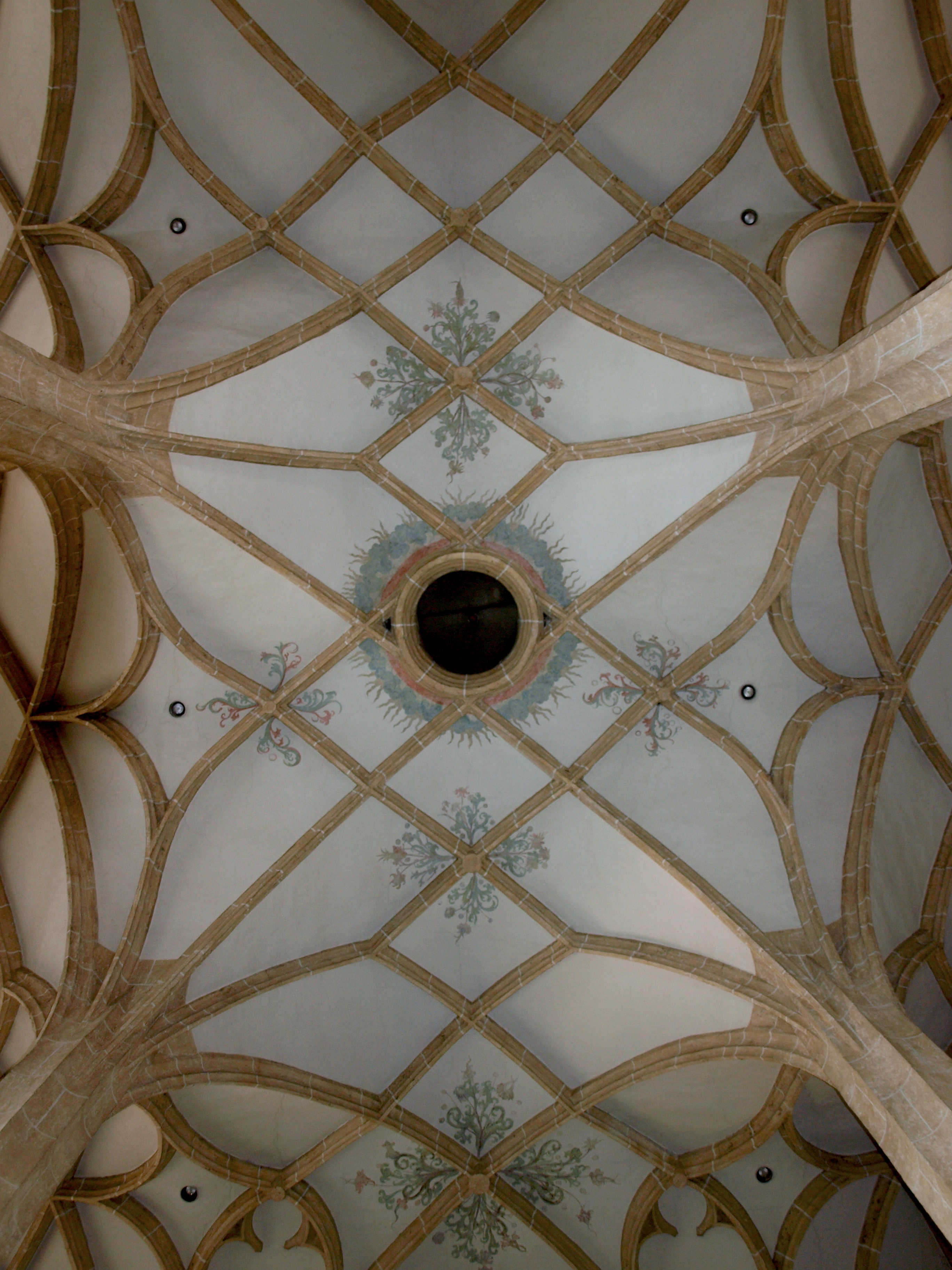
Bemerkenswertes Rippengewölbe

Die Pfarrkirche Ybbsitz steht am nördlichen Ende des Marktplatzes in der Marktgemeinde Ybbsitz im Bezirk Amstetten in Niederösterreich. Die dem Heiligen Johannes der Täufer geweihte römisch-katholische Pfarrkirche – dem Stift Seitenstetten inkorporiert – gehört zum Dekanat Waidhofen an der Ybbs in der Diözese St. Pölten. Die Kirche steht unter Denkmalschutz (Listeneintrag).

## Geschichte
Urkundlich wurde 1186 eine Gründung durch das Stift Seitenstetten genannt, 1292 als Pfarre. 1419 erfolgte eines Weihe des Chores und des Altares durch den Bischof Andreas vom Bistum Passau. 1480/1496 erfolgte der Neubau des Langhauses mit den Weihejahren 1496, 1503, 1508. 1785 ging die Pfarre an die Diözese St. Pölten. 1904/1905 und 1974/1975 waren Restaurierungen.

## Architektur
Die mächtige spätgotische Hallenkirche mit einem gotischen Polygonalchor mit einem etwas eingestellten Südturm hat mehrere Anbauten.

## Ausstattung
Der Hochaltar aus der Zeit um 1740 ist ein monumentales barockes Säulenretabel und nimmt den gesamten Chorschluss ein und wurde 1786 aus der Kirche der Kartause Gaming hierher übertragen.
Die Orgel baute die Oberösterreichische Orgelbauanstalt 1972. Eine Glocke nennt Caspar Dominik Staffelmayr 1836. Vier Stahlglocken gossen die Gebr. Böhler und Co. 1921. Das barocke Sakristeiglöcklein ist eine Schmiedeeisenarbeit mit vergoldetem floralen Dekoraufsatz.